# Кинбурнская коса
Кинбурнская коса (укр. Кінбурнська коса) — песчаная коса в северо-западной части Кинбурнского полуострова между Днепровско-Бугским лиманом и Чёрным морем, является частью территории Николаевской области Украины.
В разговорной речи на юге Украины «Кинбурнской косой» чаще называют весь Кинбурнский полуостров.

## Этимология названия
Тюркское название Кинбурнской косы — Кыл-Бурун, что означает «острый нос», на карте Пири-реиса на османском языке указано как «قل بورن» (тур. Kılburun).

## Крепость Кинбурн
На окончании Кинбурнской косы в XV веке турками была построена крепость Кинбурн, которая в 1736 году была занята отрядом Русской армии под начальством генерала Леонтьева и полностью разрушена.
По Белградскому мирному договору 1739 года эта местность была возвращена Порте, и впоследствии османы снова построили около этого места небольшую крепость, но по Кючук-Кайнарджийскому миру 1774 года Кинбурн отошёл к России.
В 1787 году А. В. Суворов разгромил крупный турецкий десант в ходе второй русско-турецкой войны.
В ходе Крымской войны крепость была захвачена франко-британским флотом и разрушена.